# Venda
Venda, oficiálně Republika Venda byla bantustanem v severovýchodní části Jihoafrické republiky. Venda vznikla v důsledku apartheidu jako domovina a prostor pro segregaci Vendů, černošských obyvatel zdejší oblasti. Stejně jako ostatní bantustany, Organizace spojených národů odmítla uznat Vendu jako svrchovaný stát.
Republika Venda byla prohlášena za samosprávný celek 1. února 1973 s hlavním městem sídlíce v Sibase. O několik let později roku 1979 jihoafrická vláda oficiálně udělila státu nezávislost s tím, že místní obyvatelé ztratili jihoafrické občanství. S nezávislostí se hlavní město přesunulo do Thohoyandou. Během nezávislosti měla Venda asi okolo 200 000 obyvatel. Severní hranice se Zimbabwe byla oddělena tzv. „Madimbským koridorem“, úzkým pásem území kontrolovaného a střeženého jihoafrickými jednotkami a východní blízká hranice s Mosambikem byla oddělena Krugerovým národním parkem.
Roku 1990 byl ve státním převratu svržen tehdejší prezident Frank Ravele vendskými obrannými silami, začínajíce vládu Rady národní svornosti. Republika Venda byla znovu připojena do Jihoafrické republiky 28. dubna 1994, několik týdnů před pádem vlády apartheidu.